# Premier Basketball League 2012
La stagione PBL 2012 fu la quinta della Premier Basketball League. Parteciparono 9 squadre divise in due gironi. Rispetto alla stagione precedente si aggiunsero i Central Illinois Drive, i Chicago Muscle, gli Indiana Diesels, i Lake Michigan Admirals, i Sauk Valley Predators, gli Scranton Wilkes-Barre Steamers e i St. Louis Phoenix. Gli Halifax Rainmen, i Quebec Kebs e i Saint John Mill Rats si trasferirono nella NBL Canada. I Kentucky Bluegrass Stallions e i Lawton-Fort Sill Cavalry scomparvero.

## Squadre partecipanti
- C. Illinois Drive
- Chicago Muscle
- Dayton A.S.
- Indiana Diesels
- L.M. Admirals
- Rochester Razor.
- S.V. Predators
- SWB Steamers
- St. Louis Phoenix

## Classifiche

### Eastern Division
| Squadra                        | V  | P  | PCT  | GB   |
| ------------------------------ | -- | -- | ---- | ---- |
| Rochester Razorsharks          | 17 | 2  | 89,5 | -    |
| Scranton Wilkes-Barre Steamers | 10 | 10 | 50,0 | 7,5  |
| Dayton Air Strikers            | 6  | 11 | 35,3 | 10   |
| Indiana Diesels                | 4  | 14 | 22,2 | 12,5 |

### Central Division
| Squadra                | V  | P  | PCT  | GB   |
| ---------------------- | -- | -- | ---- | ---- |
| Central Illinois Drive | 18 | 1  | 94,7 | -    |
| Sauk Valley Predators  | 13 | 6  | 68,4 | 5    |
| Chicago Muscle         | 9  | 10 | 47,4 | 9    |
| St. Louis Phoenix      | 4  | 13 | 23,5 | 13   |
| Lake Michigan Admirals | 4  | 14 | 22,2 | 13,5 |

## Play-off

### Semifinali
| Scranton 5 aprile 2012                            | Scranton Wilkes-Barre Steamers | 103 – 132 (20-36, 27-27, 24-38, 32-31) | Central Illinois Drive |  |
| \| \| \| \| \| Tunnell 21 \| Punti \| 25 Slack \| |                                |                                        |                        |  |
|                                                   |                                |                                        |                        |  |
| Tunnell 21                                        | Punti                          | 25 Slack                               |                        |  |

| Bloomington 7 aprile 2012                                             | Central Illinois Drive | 125 – 108 (24-19, 44-33, 29-27, 28-29) | Scranton Wilkes-Barre Steamers |  |
| \| \| \| \| \| Edgerson, Farmer 21 \| Punti \| 19 Bullock, Griffin \| |                        |                                        |                                |  |
|                                                                       |                        |                                        |                                |  |
| Edgerson, Farmer 21                                                   | Punti                  | 19 Bullock, Griffin                    |                                |  |

| 6 aprile 2012                                  | Sauk Valley Predators | 104 – 107 (13-22, 33-23, 25-32, 33-30) | Rochester Razorsharks |  |
| \| \| \| \| \| Rose 28 \| Punti \| 18 Davis \| |                       |                                        |                       |  |
|                                                |                       |                                        |                       |  |
| Rose 28                                        | Punti                 | 18 Davis                               |                       |  |

| Rochester 7 aprile 2012, ore 19:05      | Rochester Razorsharks | 116 – 92 (Favors, Harris 14) | Sauk Valley Predators | Blue Cross Arena |
| \| \| \| \| \| Crouch 29 \| Punti \| \| |                       |                              |                       |                  |
|                                         |                       |                              |                       |                  |
| Crouch 29                               | Punti                 |                              |                       |                  |

### Finale PBL
| Rochester 12 aprile 2012, ore 18:05             | Rochester Razorsharks | 91 – 98 (16-17, 25-21, 28-34, 22-26) | Central Illinois Drive | Blue Cross Arena (5.555 spett.) |
| \| \| \| \| \| Carr 20 \| Punti \| 22 Ruffin \| |                       |                                      |                        |                                 |
|                                                 |                       |                                      |                        |                                 |
| Carr 20                                         | Punti                 | 22 Ruffin                            |                        |                                 |

| Bloomington 14 aprile 2012, ore 19:05            | Central Illinois Drive | 101 – 80  | Rochester Razorsharks | U.S. Cellular Coliseum (2.469 spett.) |
| \| \| \| \| \| Petty 21 \| Punti \| 27 Crouch \| |                        |           |                       |                                       |
|                                                  |                        |           |                       |                                       |
| Petty 21                                         | Punti                  | 27 Crouch |                       |                                       |

### Tabellone
|  | Semifinali | Semifinali            | Semifinali |           |                  | Finale           | Finale | Finale |  |
|  |            |                       |            |           |                  |                  |        |        |  |
|  | 1          | Central Illinois      | 2          |           |                  |                  |        |        |  |
|  | 1          | Central Illinois      | 2          |           |                  |                  |        |        |  |
|  | 4          | Scranton Wilkes-Barre | 0          |           |                  |                  |        |        |  |
|  | 4          | Scranton Wilkes-Barre | 0          |           | Central Illinois | Central Illinois | 2      |        |  |
|  |            |                       |            |           | Central Illinois | Central Illinois | 2      |        |  |
|  |            |                       | Rochester  | Rochester | 0                |                  |        |        |  |
|  | 3          | Sauk Valley           | Rochester  | Rochester | 0                | 0                |        |        |  |
|  | 3          | Sauk Valley           |            |           |                  |                  |        |        |  |
|  | 2          | Rochester             | 2          |           |                  |                  |        |        |  |

## Vincitore
| Campione PBL 2012                  |
| ---------------------------------- |
| Central Illinois Drive (1º titolo) |

## Statistiche
| Categoria             | Giocatore       | Squadra                | Stat |
| --------------------- | --------------- | ---------------------- | ---- |
| Punti per gara        | Keith Radcliff  | Indiana Diesels        | 23,8 |
| Rimbalzi per gara     | Billy Pettiford | Indiana Diesels        | 12,5 |
| Assist per gara       | Herman Favors   | Sauk Valley Predators  | 8,2  |
| Palle rubate per gara | Marcel Anderson | Chicago Muscle         | 1,9  |
| Stoppate per gara     | Shagari Alleyne | Lake Michigan Admirals | 2,5  |

## Premi PBL
- PBL Most Valuable Player: Perry Petty, Central Illinois Drive
- PBL Coach of the Year: A.J. Guyton, Central Illinois Drive
- PBL Defensive Player of the Year: Marcel Anderson, Chicago Muscle
- PBL Sixth Man of the Year: Rodney Edgerson, Central Illinois Drive
- PBL Playoffs MVP: Perry Petty, Central Illinois Drive
- All-PBL First Team
  - Perry Petty, Central Illinois Drive
  - Keith Radcliff, Indiana Diesels
  - Chris Commons, Scranton Wilkes-Barre Steamers
  - Jamaal Davis, Rochester Razorsharks
  - Anthony Slack, Central Illinois Drive
- All-PBL Second Team
  - Vincent Simpson, Scranton Wilkes-Barre Steamers
  - Herman Favors, Sauk Valley Predators
  - Marcel Anderson, Chicago Muscle
  - Rodney Edgerson, Central Illinois Drive
  - Carlton Fay, Sauk Valley Predators